# 五洋建設
五洋建設株式会社（ごようけんせつ、英: GOYO CORPORATION）は、日本の準大手総合建設（ゼネコン）会社の一つ。海外大型工事の先駆けで、海洋土木（マリコン）に強く最大手としても知られる。
近年は陸上土木事業・民間土木事業にも力を入れているが、海洋土木事業（特に浚渫）を得意とし、エジプト・カタール・イラン・シンガポール・韓国・香港・マレーシアなど多くの国で受注・施工実績がある。

## 沿革
- 1896年（明治29年）- 四代目水野甚次郎 、広島県呉市に五洋建設の前身・水野組（みずのぐみ）を創立。
- 1917年（大正6年）- 呉港・佐世保港など、大日本帝国海軍の軍港の工事に携わり「水の土木の水野組」の定評を得る。
- 1929年（昭和4年）- 合名会社水野組を設立。
- 1945年（昭和20年） - 本社を広島市に移転。
- 1954年（昭和29年） - 株式会社水野組に改称。東京・名古屋・大阪・中国・福岡・南九州に支店開設。
- 1961年（昭和36年） - スエズ運河改修工事受注。
- 1962年（昭和37年）8月 - 東証2部、広島証券取引所に上場。
- 1963年（昭和38年）11月 - 大証、名証各2部に上場。
- 1964年（昭和39年）4月 - 本社を広島市から東京都港区へ移転。8月東証・大証各1部に昇格。
- 1967年（昭和42年）2月 - 社名を五洋建設株式会社に改める。
- 1968年（昭和43年）1月 - 酒井建設株式会社を吸収合併し、陸上土木部門の充実を図る。
- 1969年（昭和44年）7月 - 日本土地開発株式会社を吸収合併。
- 1970年（昭和45年）7月 - 神工業株式会社を吸収合併。
- 1975年（昭和50年） - スエズ運河増深拡幅工事（〜1980年）。
- 1978年（昭和53年）4月 - 本社ビル完成に伴い、本社を日本橋から東京都文京区後楽に移転。
- 1985年（昭和60年） - 世界初の「北極海向け移動式人工島」の建造で石油学会・技術進歩賞および土木学会・技術賞を受賞。
- 1994年（平成6年）3月 - 栃木県那須郡西那須野町（現・那須塩原市）に技術研究所建設。
- 2001年（平成13年） - 五栄土木株式会社、洋伸建設株式会社を株式取得により子会社化。
- 2004年（平成16年）12月 - 当時の社長が「なにとぞお許しください」という遺書を残し、本社ビル社長室から飛び降り自殺。
- 2006年（平成18年）5月 - 防衛施設庁談合事件にからむ不正入札に関して、国土交通省から30日間の営業停止命令が下りる。また、同事件にからむ営業停止命令は、同社を含んだゼネコン大手など8社に及ぶ規模。
- 2008年（平成20年） - 建築・ビルメンテナンスを手がける子会社「ペンタビルダーズ」の顧問（当時）が2006年4月上旬に国立大学法人が発注する工事に関して受注が有利になるような情報提供を受けた見返りに、当時の文部科学省文教施設企画部長に現金を渡したとして贈賄罪の容疑で逮捕される。ペンタビルダーズは文部科学省から3か月の指名停止措置を受ける。
- 2010年（平成22年） - 重複上場によるコスト削減のため、大証上場廃止。

## 歴代社長
水野組社長
- 永野俊雄：1954年 - 1967年

五洋建設社長
- 永野俊雄：1967年 - 1970年
- 水野哲太郎：1970年 - 1981年
- 水野廉平：1981年 - 2002年
- 加藤秀明：2002年 - 2004年
- 鉄村和二郎：2004年 - 2006年
- 村重芳雄：2006年 - 2014年
- 清水琢三：2014年 -

## 広報実績
- 1975年から始まったエジプトのスエズ運河工事は、NHK『プロジェクトX〜挑戦者たち〜』でも取り上げられた。
- テレビ神奈川（TVKテレビ、現・tvk）の「The world today」（日本ケーブルテレビジョン（JCTV）と共同制作した英語ニュース番組）のメインスポンサーを長らく務めた。CMでは英語のみで制作されたバージョンも流れていた。その後は21:50枠の「TVKニュース」の天気コーナー→「TVKニュース930」の天気コーナー（祝日などの休止時「tvkニュース」のスポンサーを務めた。その他千葉テレビ放送でもCMが放送されていた。

- テレビ朝日「アッコ・純次の平成TV事典 三匹の子ブタ」のスポンサーを務めていたり、TBSラジオ「TBSエキサイトナイター→TBSステレオナイター」の1990年シーズンから1991年シーズンまで月曜スポンサーを務めていた。
- RCCラジオ制作全国ネットの「全国都道府県対抗男子駅伝」ラジオ実況中継のスポンサーも務めている。
- 本社ビルでドラマ「101回目のプロポーズ」（フジテレビ、1991年）のロケが行われた。

## 施工物件
- スエズ運河（拡幅）
- 関西国際空港（2期空港島造成）
- 中部国際空港
- 東京国際空港（拡張造成）
- シンガポール・チャンギ国際空港（用地造成）
- ジュロン島 （埋め立て）
- 大井埠頭
- レインボーブリッジ
- 東京湾アクアライン
- 東京国際クルーズターミナル
- 横浜ハンマーヘッド
- 神奈川歯科大学附属病院
- エスプラネード・シアターズ・オン・ザ・ベイ
- SDK熊本ビル[2]
- ビボシティ（シンガポール最大のショッピングセンター）
- 呉市海事歴史科学館（大和ミュージアム）
- しものせき水族館 海響館
- 舞洲ベースボールスタジアム（舞洲スポーツアイランド野球場）
- MAZDA Zoom-Zoom スタジアム広島
- 桐生競艇場南ウイング
- 菅平ダム
- 四川ダム
- アーバンビューグランドタワー
- 前橋地方合同庁舎[3]
- 福山通運[注 1]関東物流センター
- 白老町立萩野小学校
- ヨドバシカメラマルチメディア甲府